# 라사로 알바레스
라사로 호르헤 알바레스 에스트라다(스페인어: Lázaro Jorge Álvarez Estrada, 1991년 1월 28일~)는 쿠바의 권투 선수이다. 2012년 하계 올림픽에서 남자 밴텀급 동메달, 2016년 하계 올림픽에서 남자 라이트급 동메달, 2020년 하계 올림픽 남자 페더급에서 동메달을 획득하여 올림픽 3회 연속으로 동메달을 획득했다. 또한 세계 선수권 대회에서 금메달 3개, 은메달 2개를 획득했고 팬아메리칸 게임에서 금메달 3개를 획득했다.